# Causus maculatus
Causus maculatus là một loài rắn trong họ Rắn lục. Loài này được Hallowell mô tả khoa học đầu tiên năm 1842.